# Felipa Zuricalday
Felipa María Estefana de Zuricalday y Eguidazu (Bilbao, 23 de agosto de 1849 - 1902) fue una dama bilbaína.
Se casó en Bilbao el día 13 de septiembre de 1869 a los 20 años con Federico de Echevarría y Rotaeche, empresario y fundador de la conocida empresa siderometalúrgica Echevarría S.A., la primera fábrica productora de aceros especiales en España. Tuvieron diez hijos. De los que fueron destacados Juan de Echevarría (pintor) y Luis de Echevarría (presidente de la Diputación de Vizcaya). 
Una plaza de Bilbao, situada en Santutxu, lleva su nombre.